# Gottfrid von Feilitzen
Frans August Gottfrid von Feilitzen, född 17 juli 1872, död 5 juli 1962 i Stockholm, var en svensk ingenjör och sprängämnestekniker.
Feilitzen genomgick Fackskolan för kemi och kemisk teknologi vid Tekniska högskolan 1892–1895, var assistent hos Alfred Nobel vid Björkborns laboratorium i Bofors 1895–1896, fabriksingenjörn vid AB Bofors Nobelkrut 1897–1904 och fabriksföreståndare vid Nitroglycerin AB:s sprängämnesfabrik vid Vinterviken 1905–1906. Feilitzen blev 1910 statens inspektör för explosiva varor och utnämndes 1919 till statens sprängämnesinspektör vid den då nyinrättade sprängämnesinstitutionen inom Kommerskollegium.